# ويليام غيلبرت وير
ويليام غيلبرت وير هو سياسي كندي، ولد في 1 يوليو 1896 في كندا، وتوفي في 12 ديسمبر 1971. حزبياً، نشط في Liberal-Progressive ‏ والحزب الليبرالي الكندي. وقد انتخب عضو مجلس العموم الكندي.